# Schradera polycephala
Schradera polycephala är en måreväxtart som beskrevs av Dc.. Schradera polycephala ingår i släktet Schradera och familjen måreväxter. Inga underarter finns listade i Catalogue of Life.